# Nokia 9500 Communicator

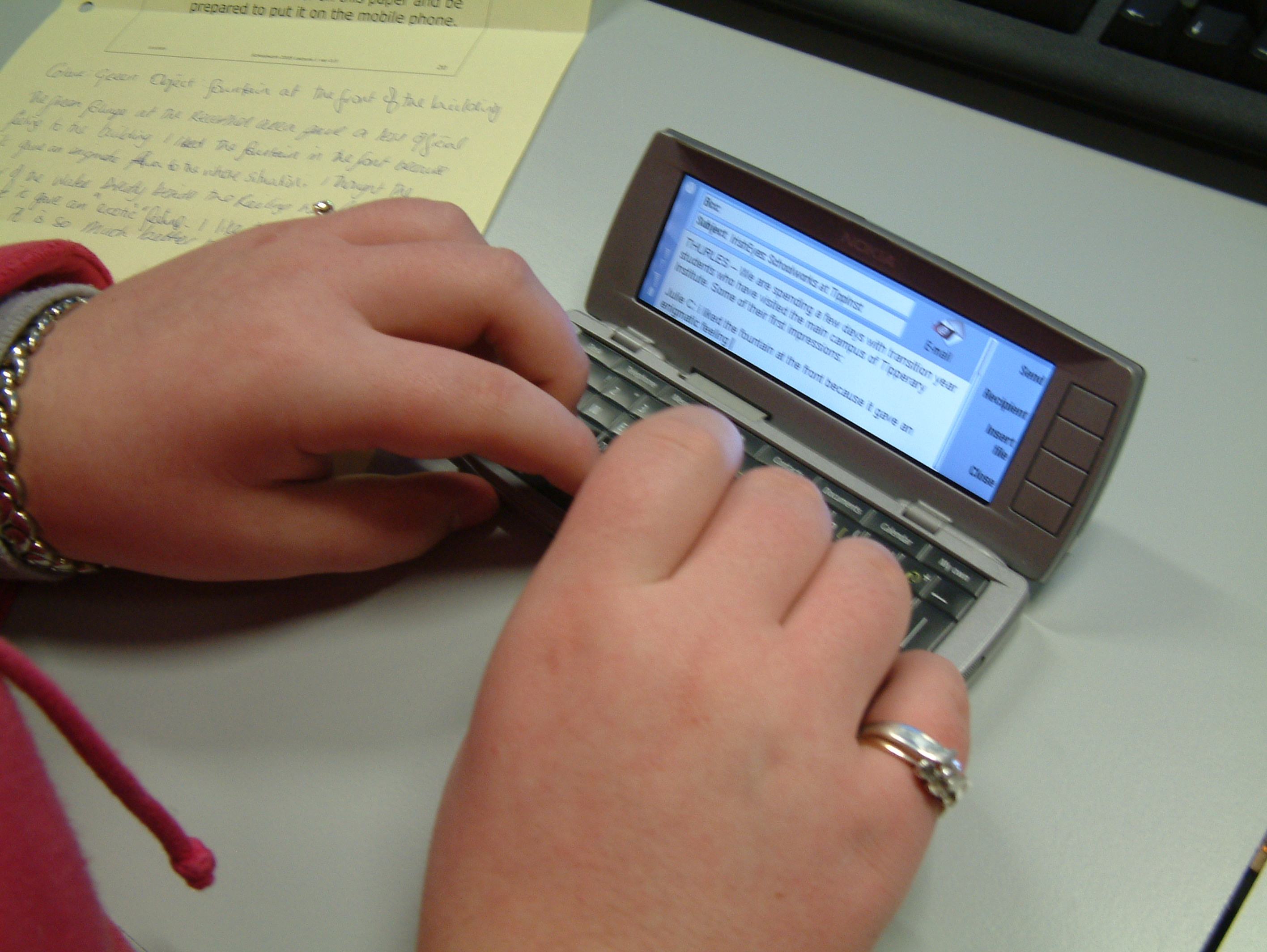
Nokia 9500 Communicator

A Nokia 9500 Communicator a Nokia által gyártott okostelefon, amely Symbian alapú Series 80 platformmal van ellátva. 2004-ben jelent meg, GMS–900, GSM–1800 és GSM–1900-as hálózatokban üzemeltethető. A telefon egy 150 MHz-es Texas Instruments OMAP multimédia-processzorral és 62 MB-nyi beépített SDRAM-mal van felszerelve. Két kijelzővel rendelkezik. A belső képernyőn kívül egy csökkentett funkciójú, Series 40 felülettel rendelkező külső kijelzővel is felszerelték. A belső képernyő 640×200 képpont méretű, a külső kérenyő 128×128 pixeles. Mindkét kijelző 65 536 szín megjelenítésére képes.
Bluetooth, infravörös, USB, Wi-Fi, CSD, HSCSD, GPRS és EDGE adatátvitelre alkalmas. Beépített faxszal és több postafiók kezelésére alkalmas POP3/IMAP levelező klienssel látták el
A telefon beépített böngészője az Opera Nokia részére átalakított változata, amely HTML- és WAP-oldalak megjelenítésére is alkalmas. Mint a Communicator-sorozat minden tagja, a Nokia 9500-as is teljes értékű QWERTY billentyűzettel van felszerelve. Beépített szoftverei között található a Microsoft Office alkalmazásaival kompatibilis szövegszerkesztő, táblázatkezelő és prezentáció készítő program, valamint MP3-lejátszó. A beépített programokon túl nagy számú egyéb szoftver is elérhető, és a Nokia régebbi Communicatorainak szoftvereit is képes futtatni.
A Nokia 9500 képes Java ME alkalmazások futtatására is, de több Java-alkalmazás a szokatlanul széles képernyő miatt rosszul jelenik meg. Memóriája 2 GB-os MMC-kártyával bővíthető.

## Külső hivatkozások
- Nokia 9500 Communicator a Nokia honlapján
- Nokia 9500-tesz a MobilTechReview-n